# Gemeente Belangen Binnenmaas
Gemeente Belangen Binnenmaas, afgekort als GBBM, was een lokale politieke partij in de voormalige Nederlandse gemeente Binnenmaas.

## Geschiedenis
GBBM is in de jaren 80 van de twintigste eeuw begonnen als Gemeente Belangen Heinenoord. Toen in 1984 een aantal gemeentes in de Hoeksche Waard samengingen tot gemeente Binnenmaas, werd GB Heinenoord omgevormd tot Gemeente Belangen Binnenmaas.
In oktober 2014 stapte partijleider Hans Nieland op, omdat hij naar zijn mening binnen de fractie te weinig steun kreeg. Vanaf toen ging Nieland verder met zijn eenmansfractie genaamd Fractie Nieland. Albert Scheerhoorn zou de nieuwe partijleider worden.

## Zetels
| Jaar | Zetels |
| ---- | ------ |
| 2010 | 6      |
| 2014 | 7      |